# Investidura presidencial de Javier Milei
La investidura presidencial de Javier Milei como presidente de Argentina sucedió el 10 de diciembre de 2023, tras su victoria en la segunda vuelta de las elecciones presidenciales de Argentina de 2023, en donde derrotó a su oponente Sergio Massa.
En la investidura presidencial asistieron, como es habitual, un gran número de invitados de varios países. Después de ganar las elecciones, anunció próximas visitas a Estados Unidos e Israel antes de prestar juramento. El 21 de noviembre, Milei se reunió con el presidente saliente Alberto Fernández. En un intento por suavizar su imagen, Milei también invitó al actual presidente brasileño Luiz Inácio Lula da Silva, a quien había insultado como "delincuente y comunista" y como alguien con quien no trataría durante su campaña; Lula rechazó la invitación. El 28 de noviembre, Milei anunció que cuatro países (Cuba, Irán, Nicaragua y Venezuela) no están invitados a su investidura presidencial.

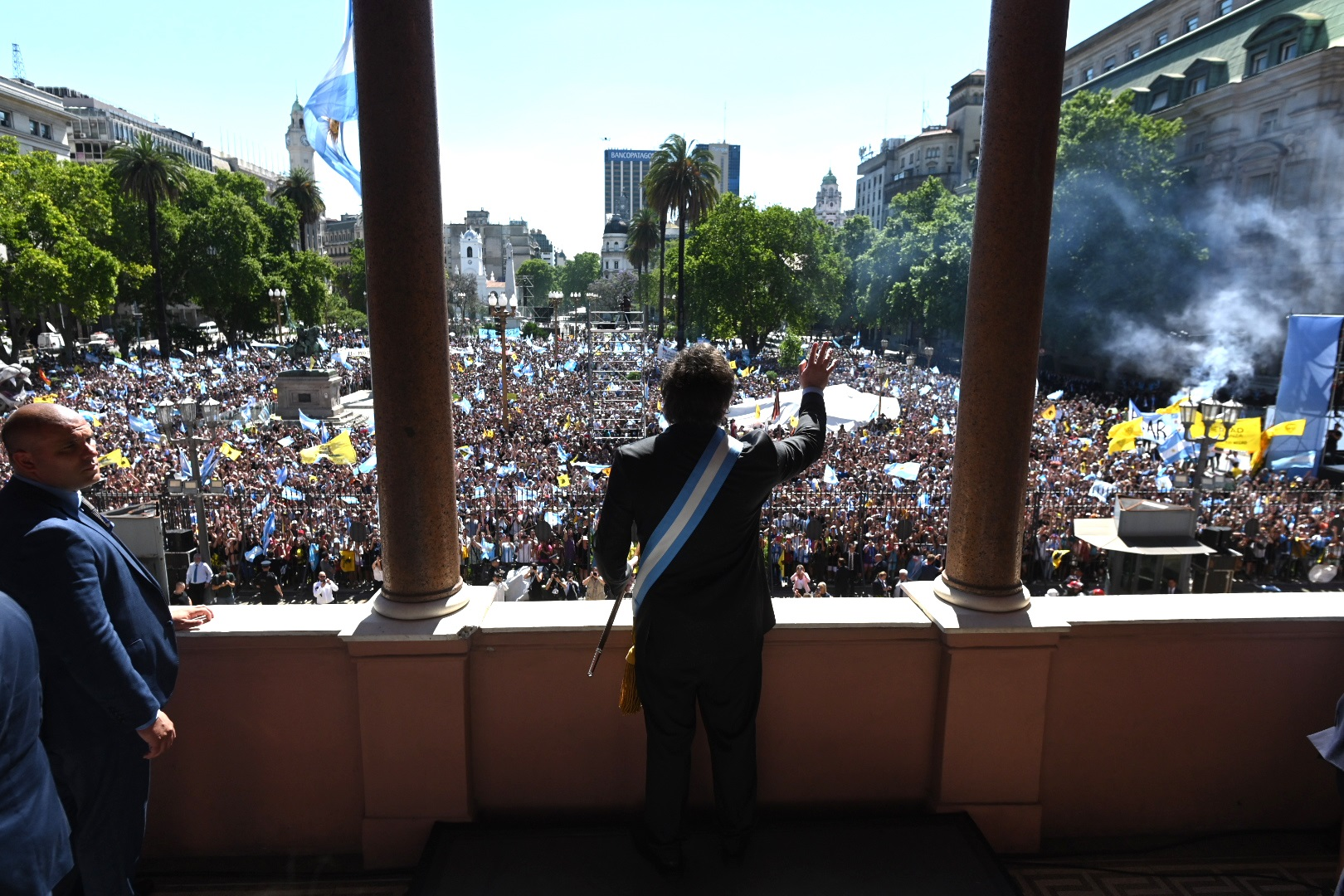
Javier Milei en la Casa Rosada, tras haber dado juramento.

Tras la jura, el presidente brindó un discurso de media hora en las escalinatas del congreso  Además de sostener las medidas de ajuste fiscal sobre el sector público propuestas durante la campaña. Posteriormente se dirigió hacia la Casa Rosada para continuar con los actos protocolares. Más tarde, se realizó una ceremonia interreligiosa en la Catedral de Buenos Aires, protagonizada por el arzobispo Jorge Ignacio García Cuerva, y donde también estuvieron presentes el arzobispo griego, Iosif Bosch; el Obispo anglicano, Brian Williams; el representante de Aciera (iglesia evangélica), pastor Christian Hooft, el rabino Shimon Axel Wahnish y Sheij Salim Delgado Dassum, representante de la comunidad islámica.Esa noche se realizó una gala en el Teatro Colón, a la cual asistieron políticos, diplomáticos y otras personalidades.

## Invitados

### Líderes nacionales

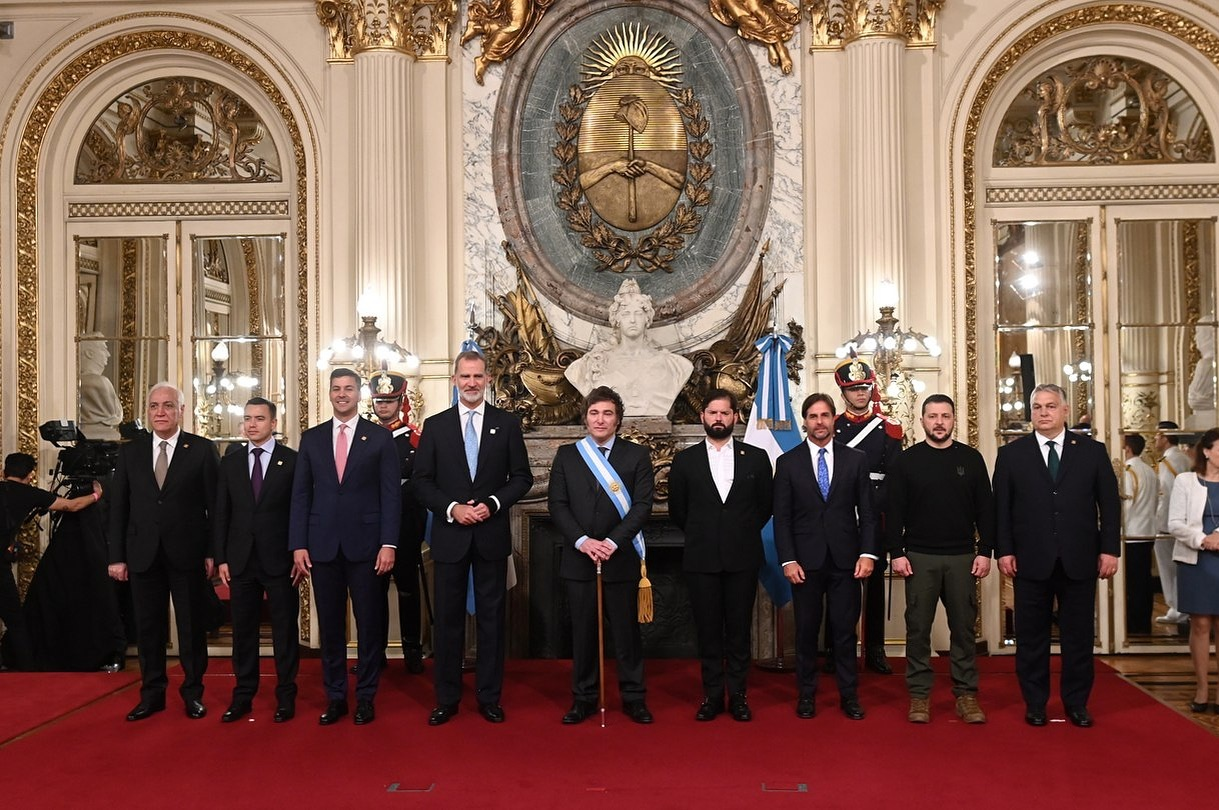
Javier Milei junto a mandatarios extranjeros en la Casa Rosada.

El expresidente de Estados Unidos Donald Trump indicó que quería asistir al evento pero no lo hizo por cuestiones logísticas.
| País                 | Líder                    | Estatus                                                              | Ref    |
| -------------------- | ------------------------ | -------------------------------------------------------------------- | ------ |
| Argelia              | Ibrahim Boughali         | Presidente de la Asamblea Popular Nacional de Argelia                | [ 11 ] |
| Armenia              | Vahagn Jachaturián       | Presidente de Armenia                                                | [ 12 ] |
| Brasil               | Mauro Vieira             | Ministro de Relaciones Exteriores                                    | [ 13 ] |
| Brasil               | Jair Bolsonaro           | Expresidente de Brasil                                               | [ 14 ] |
| Bolivia              | Celinda Sosa Lunda       | Ministra de Relaciones Exteriores de Bolivia                         | [ 15 ] |
| Chile                | Gabriel Boric            | Presidente de Chile                                                  | [ 16 ] |
| China                | Wu Weihua                | vicepresidente del Comité Permanente de la Asamblea Popular Nacional | [ 17 ] |
| Colombia             | Álvaro Leyva Durán       | Ministro de Relaciones Exteriores                                    | [ 18 ] |
| Corea del Sur        | Bang Ki-sun              | Ministro de Coordinación de Políticas Gubernamentales                | [ 19 ] |
| República Dominicana | José Ignacio Paliza      | Ministro Administrativo de la Presidencia                            | [ 20 ] |
| Ecuador              | Daniel Noboa             | Presidente del Ecuador                                               | [ 21 ] |
| El Salvador          | Gustavo Villatoro        | Ministro de Justicia y Seguridad Pública                             | [ 22 ] |
| España               | Felipe VI                | Rey de España                                                        | [ 23 ] |
| Estados Unidos       | Jennifer Granholm        | Secretaria de Energía de los Estados Unidos                          | [ 24 ] |
| Estados Unidos       | Carlos Monje             | Subsecretario de Transporte para Políticas                           | [ 25 ] |
| Estados Unidos       | Marc Stanley             | Embajador de los Estados Unidos en Argentina                         | [ 25 ] |
| Francia              | Stanislas Guerini        | Ministro de Transformación y Función Pública de Francia              | [ 26 ] |
| Honduras             | Renato Florentino        | Vicepresidente de Honduras                                           | [ 27 ] |
| Hungría              | Viktor Orbán             | Primer ministro de Hungría                                           | [ 28 ] |
| Israel               | Eli Cohen                | Ministro de Relaciones Exteriores de Israel                          | [ 29 ] |
| Italia               | Anna Maria Bernini       | Ministra de Universidades e Investigación de Italia                  | [ 30 ] |
| Marruecos            | Rachid Talbi El Alami    | Presidente de la Cámara de Representantes de Marruecos               | [ 31 ] |
| Paraguay             | Santiago Peña            | Presidente de Paraguay                                               | [ 32 ] |
| Perú                 | Javier González-Olaechea | Ministro de Relaciones Exteriores del Perú                           | [ 33 ] |
| Reino Unido          | David Rutley             | Subsecretario de Estado Parlamentario para las Américas y el Caribe  | [ 34 ] |
| Ucrania              | Volodímir Zelenski       | Presidente de Ucrania                                                | [ 22 ] |
| Uruguay              | Luis Lacalle Pou         | Presidente de Uruguay                                                | [ 35 ] |

### Otros asistentes notables
| País/Organismo                    | Persona                           | Estatus                                                                                    | Ref           |
| --------------------------------- | --------------------------------- | ------------------------------------------------------------------------------------------ | ------------- |
| Australia                         | John Ruddick                      | Miembro del Consejo Legislativo de Nueva Gales del Sur                                     | [ 36 ]        |
| Brasil                            | Eduardo Bolsonaro                 | Diputado federal de Brasil, hijo del expresidente Jair Bolsonaro                           | [ 37 ] [ 38 ] |
| Brasil                            | Flávio Bolsonaro                  | Senador federal de Brasil, hijo del expresidente Jair Bolsonaro                            | [ 38 ]        |
| Brasil                            | Tarcísio de Freitas               | Gobernador de São Paulo                                                                    | [ 38 ]        |
| Brasil                            | Cláudio Castro                    | Gobernador de Río de Janeiro                                                               | [ 38 ]        |
| Brasil                            | Jorginho Mello                    | Gobernador de Santa Catarina                                                               | [ 38 ]        |
| Brasil                            | Ronaldo Caiado                    | Gobernador de Goiás                                                                        | [ 38 ]        |
| Chile                             | José Antonio Kast                 | Diputado de la República de Chile                                                          | [ 37 ]        |
| Colombia                          | María Fernanda Cabal              | Senadora de la República de Colombia                                                       | [ 39 ]        |
| España                            | Santiago Abascal                  | Presidente de VOX                                                                          | [ 37 ] [ 40 ] |
| España                            | Javier Ortega Smith               | Vicepresidente de VOX                                                                      | [ 41 ]        |
| España                            | Hermann Tertsch                   | Vicepresidente del Grupo ECR                                                               | [ 40 ]        |
| España                            | Cayetana Álvarez de Toledo        | Diputada en las Cortes Generales de España                                                 | [ 42 ]        |
| España                            | Esperanza Aguirre                 | Expresidenta de la Comunidad de Madrid                                                     | [ 42 ]        |
| Estados Unidos                    | María Elvira Salazar              | Congresista de los Estados Unidos                                                          | [ 43 ]        |
| Estados Unidos                    | Gary Palmer                       | Congresista de los Estados Unidos                                                          | [ 44 ]        |
| Estados Unidos                    | Mark Green                        | Congresista de los Estados Unidos                                                          | [ 44 ]        |
| Japón                             | Akiko Santō                       | Miembro del Partido Liberal Democrático y expresidenta de la Cámara de Consejeros de Japón | [ 45 ]        |
| Japón                             | Hiroshi Yamauchi                  | Embajador de Japón en la Argentina                                                         | [ 45 ]        |
| México                            | Eduardo Verástegui                | Aspirante a candidato a presidente de México                                               | [ 37 ]        |
| Países Bajos                      | Rob Roos                          | Diputado al Parlamento Europeo por Países Bajos                                            |               |
| Secretaría General Iberoamericana | Andrés Allamand                   | Secretario General Iberoamericano                                                          | [ 46 ]        |
| Secretaría del Mercosur           | Bernardino Hugo Saguier Caballero | Director de la Secretaría del Mercosur                                                     |               |
| Ciudad del Vaticano               | Alberto Ortega Martin             | Enviado extraordinario del Vaticano                                                        |               |